# Campeonato Mundial de Voleibol Masculino Sub-23 de 2017
O Campeonato Mundial de Voleibol Masculino Sub-23 de 2017 foi a terceira edição da competição, disputada entre 12 seleções mundiais, no período entre 18 e 26 de agosto, sendo então realizada na cidade de Cairo, a capital do Egito.
A seleção da Argentina conquistou o seu primeiro título ao vencer a equipe da Rússia na grande decisão. Na partida pelo terceiro lugar, a jovem seleção de Cuba derrotou a equipe brasileira. Na Cerimônia de Premiação, o argentino Germán Johansen recebeu, além do prêmio de melhor oposto da competição, também o de melhor jogador (MVP).
Esta edição do Campeonato Mundial de Voleibol sub-23 masculino ficou marcada, inclusive, pelos testes de uma nova regra de pontuação no desporto, nas quais cada partida teve sete sets de quinze pontos, onde sairia vitoriosa a equipe com quatro destes sets conquistados.

## Equipes qualificadas
| Torneio de qualificação                 | Data                             | Sede                 | Vagas             | Qualificados | Última participação |
| --------------------------------------- | -------------------------------- | -------------------- | ----------------- | ------------ | ------------------- |
| País-sede                               | 2 de fevereiro de 2016           | Lausana              | 1                 | Egito        | 2015                |
| Campeonato Sul-Americano Sub-23 de 2016 | 21 a 25 de junho de 2016         | Cartagena das Índias | 1                 | Brasil       | 2015                |
| Torneio Qualificatório Europeu de 2017  | 27 a 31 de julho de 2016         | Zagreb               | 2                 | Polônia      | Estreante           |
| Torneio Qualificatório Europeu de 2017  | 27 a 31 de julho de 2016         | Zagreb               | 2                 | Turquia      | 2015                |
| Copa Pan-Americana Sub-23 de 2016       | 5 a 10 de setembro de 2016       | Guanajuato (cidade)  | 1 CSV e 2 NORCECA | Argentina    | 2015                |
| Copa Pan-Americana Sub-23 de 2016       | 5 a 10 de setembro de 2016       | Guanajuato (cidade)  | 1 CSV e 2 NORCECA | Cuba         | 2015                |
| Copa Pan-Americana Sub-23 de 2016       | 5 a 10 de setembro de 2016       | Guanajuato (cidade)  | 1 CSV e 2 NORCECA | México       | 2015                |
| Campeonato Africano Sub-23 de 2017      | 21 a 22 de fevereiro de 2017     | Sétif                | 1                 | Argélia      | Estreante           |
| Campeonato Asiático Sub-23 de 2017      | 2 a 10 de maio de 2017           | Ardabil              | 2                 | Irã          | 2015                |
| Campeonato Asiático Sub-23 de 2017      | 2 a 10 de maio de 2017           | Ardabil              | 2                 | Japão        | Estreante           |
| Ranking Mundial                         | a partir de 1 de janeiro de 2017 | Lausana              | 2                 | China        | Estreante           |
| Ranking Mundial                         | a partir de 1 de janeiro de 2017 | Lausana              | 2                 | Rússia       | 2015                |
| Total                                   |                                  |                      | 12                |              |                     |

## Locais dos jogos
| Local                              |
| ---------------------------------- |
| Cairo, Egito                       |
| Cairo Stadium Halls Complex I & II |
| Capacidade: 20 000                 |

## Formato da disputa
As doze equipes foram divididas em dois grupos, A e B. Todos se enfrentaram entre si dentro dos seus respectivos grupos. Os dois primeiros colocados de cada chave classificaram-se para as semifinais. Os terceiros e quartos colocados foram para a disputa do quinto ao oitavo lugares. As seleções quintas e sextas colocadas, já eliminadas, encerraram na nona e décima posições da classificação geral, respectivamente. As equipes vencedoras das semifinais se enfrentaram na grande decisão, e as perdedoras competiram pelo terceiro lugar.

## Primeira fase
|  | Qualificados para as Semifinais                   |
|  | Qualificados para as disputas do 5º ao 8º lugares |

### Grupo A
Classificação
|     |         |     | Jogos | Jogos | Jogos | Pontos | Pontos | Pontos | Sets | Sets | Sets  |
| Pos | Equipe  | Pts | T     | V     | D     | V      | P      | R      | V    | P    | R     |
| --- | ------- | --- | ----- | ----- | ----- | ------ | ------ | ------ | ---- | ---- | ----- |
| 1   | Brasil  | 14  | 5     | 5     | 0     | 365    | 285    | 1.281  | 20   | 4    | 5,000 |
| 2   | Cuba    | 10  | 5     | 3     | 2     | 418    | 407    | 1.027  | 16   | 13   | 1.231 |
| 3   | Egito   | 8   | 5     | 3     | 2     | 413    | 382    | 1.081  | 15   | 13   | 1.154 |
| 4   | Japão   | 7   | 5     | 2     | 3     | 358    | 374    | 0.957  | 13   | 14   | 0.929 |
| 5   | México  | 6   | 5     | 2     | 3     | 354    | 350    | 1.011  | 11   | 13   | 0.846 |
| 6   | Polônia | 0   | 5     | 0     | 5     | 232    | 342    | 0.678  | 2    | 20   | 0.100 |

Resultados
| Data      | Hora  | Equipe 1 | Placar | Equipe 2 | Set 1 | Set 2 | Set 3 | Set 4 | Set 5 | Set 6 | Set 7 | Total   | Relatório |
| --------- | ----- | -------- | ------ | -------- | ----- | ----- | ----- | ----- | ----- | ----- | ----- | ------- | --------- |
| 18 de ago | 14:30 | Brasil   | 4 – 0  | México   | 15-7  | 15-8  | 15-7  | 15-10 |       |       |       | 60 – 32 | Jogo 01   |
| 18 de ago | 17:00 | Cuba     | 1 – 4  | Polônia  | 12-15 | 15-12 | 14-16 | 10-15 | 15-17 |       |       | 66 – 75 | Jogo 03   |
| 18 de ago | 21:00 | Egito    | 4 – 3  | Japão    | 15-10 | 15-13 | 12-15 | 15-8  | 9-15  | 13-15 | 15-10 | 94 – 86 | Jogo 05   |
| 19 de ago | 15:00 | México   | 0 – 4  | Japão    | 12-15 | 12-15 | 11-15 | 10-15 |       |       |       | 45 – 60 | Jogo 07   |
| 19 de ago | 17:30 | Brasil   | 4 – 0  | Polônia  | 15-10 | 22-20 | 22-20 | 15-7  |       |       |       | 74 – 57 | Jogo 09   |
| 19 de ago | 20:00 | Egito    | 2 – 4  | Cuba     | 15-13 | 14-16 | 15-10 | 12-15 | 11-15 | 16-18 |       | 83 – 87 | Jogo 11   |
| 20 de ago | 15:00 | Cuba     | 4 – 2  | Japão    | 15-13 | 19-17 | 14-16 | 13-15 | 16-14 | 15-13 |       | 92 – 88 | Jogo 13   |
| 20 de ago | 17:30 | México   | 0 – 4  | Polônia  | 8-15  | 8-15  | 10-15 | 10-15 |       |       |       | 36 – 60 | Jogo 15   |
| 20 de ago | 20:00 | Egito    | 1 – 4  | Brasil   | 12-15 | 16-18 | 11-15 | 15-12 | 12-15 |       |       | 66 – 75 | Jogo 17   |
| 21 de ago | 15:00 | Polônia  | 2 – 4  | Japão    | 13-15 | 16-14 | 12-15 | 13-15 | 15-8  | 13-15 |       | 82 – 82 | Jogo 19   |
| 21 de ago | 17:30 | Cuba     | 3 – 4  | Brasil   | 15-13 | 13-15 | 15-11 | 15-11 | 11-15 | 8-15  | 12-15 | 89 – 95 | Jogo 21   |
| 21 de ago | 20:00 | Egito    | 4 – 1  | México   | 15-5  | 15-7  | 13-15 | 15-9  | 20-18 |       |       | 78 – 54 | Jogo 23   |
| 23 de ago | 15:00 | Brasil   | 4 – 0  | Japão    | 15-9  | 12-12 | 15-7  | 16-14 |       |       |       | 61 – 42 | Jogo 25   |
| 23 de ago | 17:30 | Cuba     | 4 – 1  | México   | 15-7  | 15-9  | 24-26 | 15-13 | 15-11 |       |       | 84 – 66 | Jogo 27   |
| 23 de ago | 20:00 | Egito    | 4 – 1  | Polônia  | 15-13 | 15-7  | 32-30 | 13-15 | 17-15 |       |       | 92 – 80 | Jogo 29   |

### Grupo B
Classificação
|     |           |     | Jogos | Jogos | Jogos | Pontos | Pontos | Pontos | Sets | Sets | Sets  |
| Pos | Equipe    | Pts | T     | V     | D     | V      | P      | R      | V    | P    | R     |
| --- | --------- | --- | ----- | ----- | ----- | ------ | ------ | ------ | ---- | ---- | ----- |
| 1   | Argentina | 13  | 5     | 4     | 1     | 385    | 316    | 1.218  | 19   | 8    | 2.375 |
| 2   | Rússia    | 12  | 5     | 4     | 1     | 374    | 323    | 1.158  | 19   | 7    | 2.714 |
| 3   | Irã       | 11  | 5     | 4     | 1     | 379    | 332    | 1.142  | 18   | 8    | 2.250 |
| 4   | China     | 5   | 5     | 2     | 3     | 281    | 316    | 0.889  | 8    | 15   | 0.533 |
| 5   | Turquia   | 5   | 5     | 1     | 4     | 342    | 384    | 0.891  | 9    | 18   | 0.500 |
| 6   | Argélia   | 0   | 5     | 0     | 5     | 259    | 349    | 0.742  | 3    | 20   | 0.150 |

Resultados
| Data      | Hora  | Equipe 1  | Placar | Equipe 2  | Set 1 | Set 2 | Set 3 | Set 4 | Set 5 | Set 6 | Set 7 | Total    | Relatório |
| --------- | ----- | --------- | ------ | --------- | ----- | ----- | ----- | ----- | ----- | ----- | ----- | -------- | --------- |
| 18 de ago | 14:30 | Turquia   | 3 – 4  | China     | 17-19 | 15-12 | 15-11 | 8-15  | 10-15 | 15-10 | 10-15 | 90 – 97  | Jogo 02   |
| 18 de ago | 17:00 | Rússia    | 4 – 0  | Argélia   | 15-8  | 15-11 | 15-11 | 15-8  |       |       |       | 60 – 38  | Jogo 04   |
| 18 de ago | 21:00 | Argentina | 4 – 2  | Irã       | 16-14 | 11-15 | 15-11 | 18-16 | 13-15 | 15-10 |       | 88 – 81  | Jogo 06   |
| 19 de ago | 15:00 | Irã       | 4 – 0  | China     | 15-12 | 15-12 | 15-8  | 15-13 |       |       |       | 60 – 45  | Jogo 08   |
| 19 de ago | 17:30 | Argentina | 4 – 0  | Argélia   | 15-11 | 15-8  | 15-9  | 15-12 |       |       |       | 60 – 40  | Jogo 10   |
| 19 de ago | 20:00 | Turquia   | 0 – 4  | Rússia    | 16-18 | 13-15 | 6-15  | 13-15 |       |       |       | 49 – 63  | Jogo 12   |
| 20 de ago | 15:00 | Rússia    | 4 – 0  | China     | 15-8  | 15-11 | 15-11 | 15-11 |       |       |       | 60 – 41  | Jogo 14   |
| 20 de ago | 17:30 | Turquia   | 2 – 4  | Argentina | 8-15  | 15-6  | 7-15  | 17-15 | 11-15 | 9-15  |       | 67 – 81  | Jogo 16   |
| 20 de ago | 20:00 | Irã       | 4 – 1  | Argélia   | 16-18 | 15-8  | 15-7  | 15-9  | 15-12 |       |       | 76 – 54  | Jogo 18   |
| 21 de ago | 15:00 | Argélia   | 0 – 4  | China     | 15-17 | 13-15 | 7-15  | 11-15 |       |       |       | 46 – 62  | Jogo 20   |
| 21 de ago | 17:30 | Turquia   | 0 – 4  | Irã       | 12-15 | 9-15  | 15-17 | 10-15 |       |       |       | 46 – 62  | Jogo 22   |
| 21 de ago | 20:00 | Rússia    | 4 – 3  | Argentina | 11-15 | 15-12 | 13-15 | 15-13 | 8-15  | 15-12 | 16-14 | 93 – 96  | Jogo 24   |
| 23 de ago | 15:00 | Argentina | 4 – 0  | China     | 15-8  | 15-9  | 15-9  | 15-9  |       |       |       | 60 – 35  | Jogo 26   |
| 23 de ago | 17:30 | Rússia    | 3 – 4  | Irã       | 11-15 | 15-12 | 15-10 | 13-15 | 15-13 | 18-20 | 11-15 | 98 – 100 | Jogo 28   |
| 23 de ago | 20:00 | Turquia   | 4 – 3  | Argélia   | 15-10 | 17-19 | 14-16 | 15-11 | 15-12 | 15-13 |       | 91 – 81  | Jogo 30   |

## Fase final

### Classificação do 5º ao 8º lugares
Resultados
| Data      | Hora  | Equipe 1 | Placar | Equipe 2 | Set 1 | Set 2 | Set 3 | Set 4 | Set 5 | Set 6 | Set 7 | Total   | Relatório |
| --------- | ----- | -------- | ------ | -------- | ----- | ----- | ----- | ----- | ----- | ----- | ----- | ------- | --------- |
| 24 de ago | 12:30 | Irã      | 3 – 4  | Japão    | 14-16 | 15-10 | 15-13 | 11-15 | 15-12 | 13-15 | 7-15  | 90 – 96 | Jogo 32   |
| 24 de ago | 20:00 | Egito    | 4 – 1  | China    | 15-12 | 15-13 | 12-15 | 19-17 | 15-8  |       |       | 76 – 65 | Jogo 31   |

### Semifinais
Resultados
| Data      | Hora  | Equipe 1  | Placar | Equipe 2 | Set 1 | Set 2 | Set 3 | Set 4 | Set 5 | Set 6 | Set 7 | Total   | Relatório |
| --------- | ----- | --------- | ------ | -------- | ----- | ----- | ----- | ----- | ----- | ----- | ----- | ------- | --------- |
| 24 de ago | 15:00 | Brasil    | 3 – 4  | Rússia   | 15-11 | 15-13 | 11-15 | 15-17 | 15-13 | 13-15 | 8-15  | 92 – 99 | Jogo 33   |
| 24 de ago | 17:30 | Argentina | 4 – 1  | Cuba     | 15-7  | 15-7  | 11-15 | 15-13 | 17-15 |       |       | 73 – 57 | Jogo 34   |

### Sétimo lugar
Resultado
| Data      | Hora  | Equipe 1 | Placar | Equipe 2 | Set 1 | Set 2 | Set 3 | Set 4 | Set 5 | Set 6 | Set 7 | Total   | Relatório |
| --------- | ----- | -------- | ------ | -------- | ----- | ----- | ----- | ----- | ----- | ----- | ----- | ------- | --------- |
| 25 de ago | 10:00 | Irã      | 4 - 1  | China    | 17-15 | 15-5  | 15-11 | 17-19 | 20-18 |       |       | 84 – 68 | Jogo 35   |

### Quinto lugar
Resultado
| Data      | Hora  | Equipe 1 | Placar | Equipe 2 | Set 1 | Set 2 | Set 3 | Set 4 | Set 5 | Set 6 | Set 7 | Total   | Relatório |
| --------- | ----- | -------- | ------ | -------- | ----- | ----- | ----- | ----- | ----- | ----- | ----- | ------- | --------- |
| 25 de ago | 10:00 | Japão    | 0 – 4  | Egito    | 9-15  | 8-15  | 11-15 | 12-15 |       |       |       | 40 – 60 | Jogo 36   |

### Terceiro lugar
Resultado
| Data      | Hora  | Equipe 1 | Placar | Equipe 2 | Set 1 | Set 2 | Set 3 | Set 4 | Set 5 | Set 6 | Set 7 | Total   | Relatório |
| --------- | ----- | -------- | ------ | -------- | ----- | ----- | ----- | ----- | ----- | ----- | ----- | ------- | --------- |
| 25 de ago | 15:30 | Brasil   | 1 – 4  | Cuba     | 16-18 | 13-15 | 13-15 | 22-20 | 11-15 |       |       | 75 – 83 | Jogo 37   |

### Final
Resultado
| Data      | Hora  | Equipe 1 | Placar | Equipe 2  | Set 1 | Set 2 | Set 3 | Set 4 | Set 5 | Set 6 | Set 7 | Total   | Relatório |
| --------- | ----- | -------- | ------ | --------- | ----- | ----- | ----- | ----- | ----- | ----- | ----- | ------- | --------- |
| 25 de ago | 18:00 | Rússia   | 2 – 4  | Argentina | 10-15 | 11-15 | 14-16 | 16-14 | 15-13 | 9-15  |       | 75 – 88 | Jogo 38   |